# Lutzomyia permira
Lutzomyia permira är en tvåvingeart som först beskrevs av Fairchild G. B., Hertig M. 1956.  Lutzomyia permira ingår i släktet Lutzomyia och familjen fjärilsmyggor. Inga underarter finns listade i Catalogue of Life.